# Nadja Palitot
Nadja Diógenes Palitot y Palitot (João Pessoa, 18 de dezembro de 1957) é uma advogada, jornalista e política brasileira filiada ao PMDB na Paraíba.

## Biografia
Nadja Palitot formou-se advogada e jornalista pela Universidade Federal da Paraíba. É especializada em direito criminal e tem mestrado em psicologia social.
Já atuou como presidente da Comissão Estadual de Direitos Humanos da OAB-PB e vice-presidente da Comissão Nacional, membro do Conselho Federal da OAB e vice-presidente da OAB-PB.
Atualmente é Coordenadora Geral do Procon Municipal de João Pessoa.

## Carreira politica
Nadja Palitot entrou na carreira politica em 1996, quando concorreu a prefeitura de João Pessoa pelo PSB, ficando em quarto lugar. Ainda no PSB, foi eleita vereadora nas eleições de 2004, para o mandato 2005 - 2008.
Em 2007, o então deputado Carlos Batinga entra em licença médica, a partir de então, Palitot renuncia ao mandato de vereadora para ocupar o espaço como deputada estadual deixado por Batinga, também do PSB.
Em outubro de 2009 deixa o PSB por discordar da aliança estadual com o PSDB e filia-se ao PSL. Logo após tem seu mandato cassado por infidelidade partidária, chegou a recorrer, mas sem sucesso. Candidata-se vereadora nas eleições de 2012, mas renuncia.
Filiou-se ao PMDB em 2015.